# Bliźnięta nierozdzielone

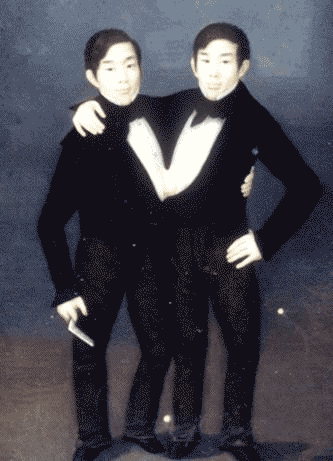
Obraz przedstawiający Changa i Enga Bunkerów

Bliźnięta nierozdzielone (także bliźnięta syjamskie albo zrośnięte; zroślaki) – rzadka wada rozwojowa, polegająca na występowaniu nietypowego połączenia między częściami ciała należącymi do bliźniąt jednojajowych. Częstość wady szacuje się na 1:50 000 – 1:100 000 urodzeń. W większości przypadków dzieci obarczone wadą rodzą się martwe albo ulegają spontanicznemu poronieniu we wczesnym okresie ciąży, ale część z nich rodzi się żywa.

## Epidemiologia
Szacunki częstości wady, mówiące o prewalencji rzędu 1:50 000 – 1:100 000 nie uwzględniają płodów ronionych we wczesnym okresie ciąży. Według różnych danych, procent martwych urodzeń zroślaków wynosi od 40 do 86 (Edmonds, 1982, Metneki, 1989). Stwierdzono różnice międzyrasowe i regionalne. Najwięcej doniesień o urodzeniach bliźniąt syjamskich pochodzi z Indii i krajów afrykańskich (Edmonds, 1982, Metneki, 1989, Zke, 1984).

## Historia

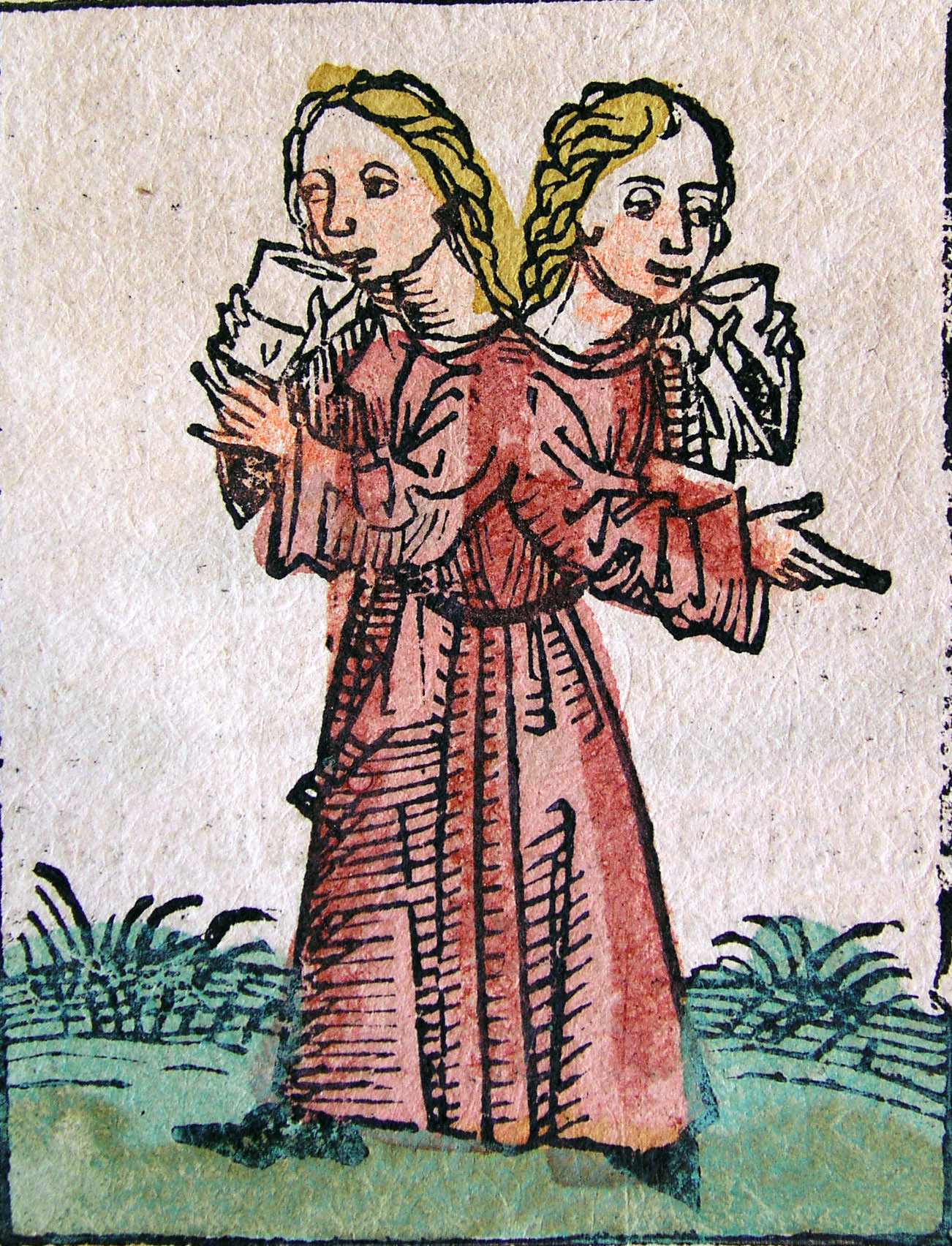
Zroślaki na rycinie w Liber chronicarum (1493)

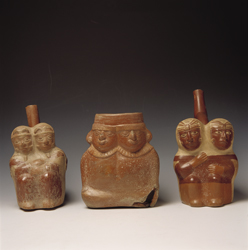
Ceramiki Moche przedstawiające zroślaki. Około 300 n.e., z muzeum Larco w Limie, Peru

Spektakularny charakter wady sprawił, że jej historia od najdawniejszych czasów jest dobrze udokumentowana. Za najstarszy zapis ikonograficzny tej anomalii uważa się figurkę z białego marmuru, odnalezioną w neolitycznym sanktuarium w Anatolii, datowaną na 6500 r. p.n.e. (Mellaart, 1963). W dorzeczu Tygrysu w ruinach królewskiej biblioteki w Niniwie odnaleziono babilońskie tabliczki gliniane, pochodzące z VII w. p.n.e., ilustrujące 62 wady rozwojowe i ich znaczenie (wady uważano wtedy za dobry albo zły omen). Na jednej z tabliczek znajduje się schematyczne przedstawienie 13 postaci zroślaków (Edmonds, 1982).
Przez wieki zrośnięte bliźnięta budziły zainteresowanie; nierzadko stanowiły atrakcję dworów królewskich. Określenie bliźniąt syjamskich pochodzi od braci Changa i Enga Bunkerów, urodzonych w Syjamie w 1811. Bracia Bunkerowie przeżyli 63 lata, założyli rodziny i występowali przez lata jako jedna z atrakcji cyrku P.T. Barnuma, zdobywając majątek i sławę. Najdłużej żyjące bliźnięta nierozdzielone zmarły w 2020 roku w wieku 68 lat.

## Etiologia

Podział typów bliźniąt monozygotycznych – w tym bliźniąt syjamskich

Zroślaki rodzą się najprawdopodobniej wskutek zaburzenia rozwoju embrionalnego w ciąży bliźniaczej jednojajowej, gdy podział wspólnej tarczy zarodkowej jest późny i niecałkowity, albo, według drugiej hipotezy, gdy rozdzielone jednojajowe zarodki ulegną wtórnemu połączeniu. Sugerowano, że opóźniona owulacja przejrzałej komórki jajowej upośledza jej zdolność do prawidłowego różnicowania i prowadzi do utworzenia dwóch równoważnych centrów organizacji tarczy zarodkowej (Witschi, 1934, Potter, 1976).

## Objawy i przebieg
Bliźnięta zrośnięte dzieli się na dwie duże grupy: bliźniąt symetrycznych (diplopagus) i asymetrycznych (heteropagus). Płody mogą być połączone w bardzo różny sposób i w zależności od lokalizacji połączenia między dwoma osobnikami wyróżniono dalsze kategorie. Rdzeń – pagus – w nazwie każdego z nich pochodzi od greckiego παζυς ‘połączony, przywiązany’.
| Typ                     | Częstość | Miejsce zrostu                           | Możliwe połączenia narządów wewnętrznych | Możliwe połączenia narządów wewnętrznych | Możliwe połączenia narządów wewnętrznych | Możliwe połączenia narządów wewnętrznych | Możliwe połączenia narządów wewnętrznych |
| Typ                     | Częstość | Miejsce zrostu                           | Serce                                    | Wątroba i drogi żółciowe                 | Przewód pokarmowy                        | Układ moczowy                            | Układ nerwowy                            |
| ----------------------- | -------- | ---------------------------------------- | ---------------------------------------- | ---------------------------------------- | ---------------------------------------- | ---------------------------------------- | ---------------------------------------- |
| Thoracopagus            | 40%      | Klatka piersiowa, przepona, nadbrzusze   | T                                        | T                                        | T                                        | N                                        | N                                        |
| Xiphopagus Omphalopagus | 34%      | Wyrostek mieczykowaty, nadbrzusze, pępek | N                                        | T                                        | T                                        | T                                        | N                                        |
| Pygopagus               | 18%      | Pośladki, kość ogonowa, kość krzyżowa    | N                                        | N                                        | T                                        | T                                        | T                                        |
| Ischiopagus             | 6%       | Kość krzyżowa, miednica, kończyny dolne  | N                                        | T                                        | T                                        | T                                        | T                                        |
| Craniopagus             | 2%       | Czaszka, zatoki żylne                    | N                                        | N                                        | N                                        | N                                        | T                                        |

W przypadku bliźniąt asymetrycznych jeden z osobników jest mniejszy i zależny od drugiego, określany bywa jako pasożyt albo płód pasożytniczy. Gdy zlokalizowany jest wewnątrz naturalnych jam ciała drugiego osobnika, mówi się o postaci Fetus in fetu albo inclusio featalis.

## Rozdzielenie bliźniąt syjamskich
Trudność operacji mającej na celu rozdzielenie bliźniąt syjamskich może wahać się od bardzo łatwej do bardzo trudnej, w zależności od miejsca połączenia oraz wewnętrznych narządów, które są wspólne. Większość takich operacji jest niezwykle ryzykowna i zagraża życiu. Mimo że w historii miało miejsce wiele udanych rozdzieleń, w wielu przypadkach operacja kończy się śmiercią jednego lub obu bliźniąt, zwłaszcza jeśli są one połączone głowami lub dzielą ważny organ. To sprawia, że etyka chirurgicznej separacji w przypadku, gdzie bliźnięta mogą przeżyć bez rozdzielania, jest kontrowersyjna. Alice Dreger z Northwestern University stwierdziła, że jakość życia bliźniąt, które pozostają złączone, jest wyższa niż powszechnie się uważa. Przykładami znanych bliźniąt są Lori i George Schappell, którzy dożyli 62 lat oraz Abby i Brittany Hensel.
Pierwsze udokumentowane rozdzielenie bliźniąt syjamskich miała miejsce w Cesarstwie Bizantyńskim w IX wieku. Jedno z bliźniąt już nie żyło, więc operacja polegała na oddzieleniu martwego człowieka od żywego. Wynik był chwilowo pomyślny, ponieważ pozostały bliźniak przeżył trzy dni po separacji. Następny odnotowany przypadek rozdzielenia bliźniąt syjamskich miał miejsce kilka wieków później, w Niemczech, w 1689 roku.
W 1689 roku Johannes Fatio przeprowadził pierwszą udaną operację separacji bliźniąt syjamskich. W tym samym czasie dr Böhm z Gunzenhausen rozdzielił swoje własne dzieci, parę bliźniąt omfalopagus lub ksifopagus; słabszy bliźniak zmarł cztery dni później, ale zdrowszy żył i miał się dobrze w wieku pięciu lat, kiedy sprawę udokumentowano. W 1955 roku neurochirurg Harold Voris i jego zespół w Mercy Hospital w Chicago przeprowadzili pierwszą udaną operację rozdzielenia bliźniąt kraniopagus (połączonych głowami), która zakończyła się długoterminowym przeżyciem obu bliźniąt. Większa dziewczynka rozwijała się normalnie, ale mniejsza była trwale upośledzona.
W 1957 roku Bertram Katz i jego zespół chirurgiczny przeprowadzili pierwszą na świecie udaną separację bliźniąt syjamskich dzielących ważny organ. Bliźnięta omfalopagus John Nelson i James Edward Freeman (Johnny i Jimmy) urodziły się w Youngstown w stanie Ohio 27 kwietnia 1956 roku. Chłopcy dzielili wątrobę, ale mieli oddzielne serca i zostali pomyślnie rozdzieleni w North Side Hospital w Youngstown, Ohio, przez Bertrama Katza. Operacja była finansowana przez Ohio Crippled Children's Service Society.
W 2001 roku przeprowadzono separację Gangi i Jamuny Shreshta, które urodziły się w Katmandu w Nepalu w 2000 roku. 97-godzinna operacja pary bliźniąt kraniopagus była przełomowa i miała miejsce w Singapurze; zespół prowadzili neurochirurgowie Chumpon Chan i Keith Goh. Operacja pozostawiła Gangę z uszkodzeniem mózgu, a Jamunę niezdolną do chodzenia. Siedem lat później, Ganga Shrestha zmarła w Model Hospital w Katmandu w lipcu 2009 roku w wieku ośmiu lat, trzy dni po przyjęciu do leczenia ciężkiej infekcji klatki piersiowej.
Niemowlęta Rose i Grace Attard, bliźnięta syjamskie z Malty, zostały rozdzielone w Wielkiej Brytanii na mocy wyroku sądu Re A pomimo religijnych sprzeciwów ich rodziców, Michaelangela i Riny Attard. Bliźnięta były połączone w dolnej części brzucha i kręgosłupa. Operacja miała miejsce w listopadzie 2000 roku w St Mary’s Hospital w Manchesterze. Operacja była kontrowersyjna, ponieważ słabsza Rose miała umrzeć w wyniku procedury: jej serce i płuca były zależne od Grace. Jednakże, gdyby operacja nie miała miejsca, obie na pewno by zmarły. Grace przeżyła i cieszyła się normalnym dzieciństwem.
W 2003 roku dwie 29-letnie kobiety z Iranu, Ladan i Laleh Bijani, które były połączone głowami, ale miały oddzielne mózgi (kraniopagus), zostały chirurgicznie rozdzielone w Singapurze, mimo ostrzeżeń chirurgów, że operacja może być śmiertelna dla jednej lub obu. Ich skomplikowany przypadek został przyjęty tylko dlatego, że zaawansowane technologicznie obrazowanie i modelowanie pozwoliło zespołowi medycznemu zaplanować ryzykowną operację. Podczas operacji odkryto jednak nieznaną wcześniej żyłę, której nie wykryto na skanach. Separacja została ukończona, ale obie kobiety zmarły przez wykrwawienie podczas operacji.
W 2019 roku Safa i Marwa Ullah zostały rozdzielone w Great Ormond Street Hospital w Londynie. Bliźnięta, urodzone w styczniu 2017 roku, były połączone na szczycie głowy z oddzielnymi mózgami i cylindryczną wspólną czaszką, przy czym każda z bliźniąt patrzyła w przeciwnym kierunku. Operacja była prowadzona wspólnie przez neurochirurga Owase Jeelani i chirurga plastycznego profesora Davida Dunawaya. Operacja była szczególnie trudna ze względu na liczne wspólne żyły i zniekształcenie kształtu obu mózgów, co powodowało ich nakładanie się. Zniekształcenie musiało zostać skorygowane, aby separacja mogła się odbyć. Operacja wykorzystała zespół ponad 100 osób, w tym bioinżynierów, modelarzy 3D i projektanta wirtualnej rzeczywistości. Separacja została zakończona w lutym 2019 roku po łącznym czasie 52 godzin operacji przeprowadzonych w trzech oddzielnych etapach. W lipcu 2019 roku obie dziewczynki były zdrowe, a rodzina planowała powrót do Pakistanu w 2020 roku.